# Maria Elena Kiriaku
Maria Elena Kiriaku (gr. Μαρία Έλενα Κυριάκου, ur. 11 stycznia 1984 w Larnace) – grecka piosenkarka cypryjskiego pochodzenia, zwyciężczyni pierwszej edycji programu The Voice of Greece (2014), reprezentantka Grecji w 60. Konkursie Piosenki Eurowizji (2015).

## Życiorys

### Wczesne lata
Urodziła się Larnace na Cyprze, jest jedną z trójki rodzeństwa: ma dwie siostry i brata Kiriakosa Pawlu, który jest piłkarzem. W wieku 13 lat matka zapisała ją do szkoły muzycznej. Kilka lat później rozpoczęła studia filozoficzne na Uniwersytecie Joanińskim. W trakcie trwania pierwszego roku nauki otrzymała propozycję współpracy od greckiego piosenkarza Jannisa Plutarchosa, jednak odmówiła ofertę z powodu chęci skupienia się na nauce. Po dwóch latach od rozpoczęcia studiowania zdecydowała się przeprowadzić do rodzinnego miasta, niedługo potem kontynuowała studia na wydziale humanistycznym Uniwersytetu Cypryjskiego, gdzie uzyskała dyplom na kierunku literatury greckiej.

### Kariera

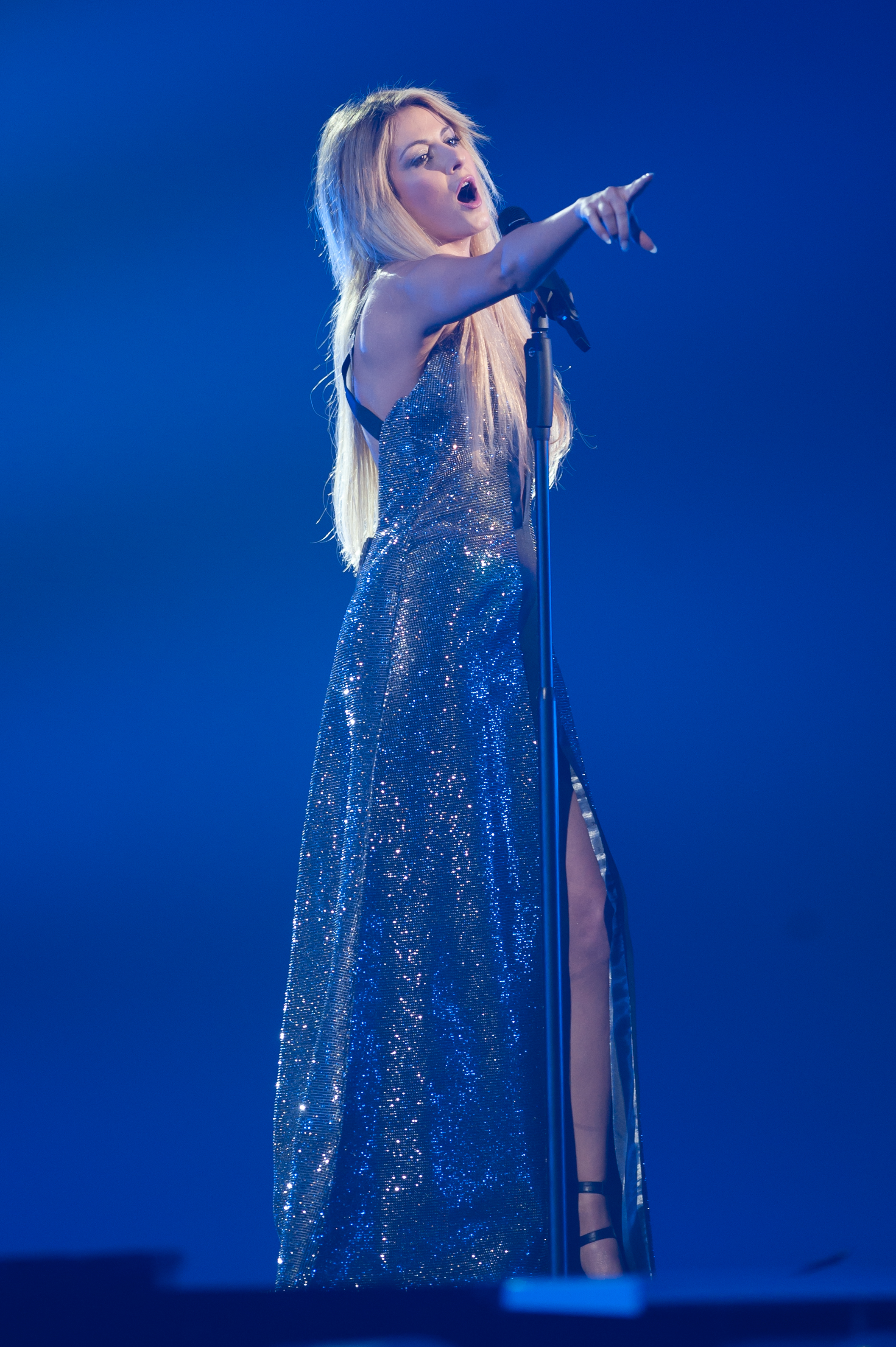
Maria Elena Kiriaku podczas prób do występu w 60. Konkursie Piosenki Eurowizji w Wiedniu, maj 2015

W 2014 zgłosiła się na przesłuchania do pierwszego edycji programu The Voice of Greece. W pierwszym etapie zaprezentowała swoją interpretację piosenki „Because of You” z repertuaru Kelly Clarkson i uzyskała pozytywne opinie od wszystkich czterech członków komisji jurorskiej, po czym dołączyła do drużyny prowadzonej przez Despinę Vandi. Podczas drugiej rundy zmagań o udział w odcinkach transmitowanych na żywo zaśpiewała w duecie z Evą Kanatą utwór „Hero” Mariah Carey i wygrała „bitwę”, dzięki czemu zakwalifikowała się do stawki konkursowej programu. W trakcie trwania programu zaprezentowała takie piosenki, jak „I Have Nothing” Whitney Houston, „Hurt” Christiny Aguilery, „Bleeding Love” Leony Lewis czy „Listen” Beyoncé, który zaśpiewała w półfinale razem z Mando. Piosenkarka awansowała do finału programu, który ostatecznie wygrała, dzięki czemu uzyskała możliwość podpisania kontraktu płytowego z wytwórnią Universal Music Greece, która wydała jej debiutancką płytę zatytułowaną Dio angeli sti ji (gr. Δυο Άγγελοι Στη Γη), zawierającą m.in. zapis nagrań niektórych występów Kiriaku w talent-show.
W lutym 2015 z piosenką „One Last Breath” zakwalifikowała się do finału EuroSong, greckich eliminacji do 60. Konkursu Piosenki Eurowizji. 1 marca wygrała finał selekcji, zdobywszy największą liczbę głosów od telewidzów i komisji jurorskiej, dzięki czemu została reprezentantką Grecji w Konkursie Piosenki Eurowizji organizowanym w Wiedniu. Po finale eliminacji przearanżowała swój zwycięski utwór, a jego nową wersję zaprezentowała 20 marca. 19 maja wystąpiła w pierwszym półfinale konkursu i awansowała do sobotniego finału rozgrywanego 23 maja. Zaśpiewała w nim jako piętnasta w kolejności i zajęła 19. miejsce. W czerwcu pojawiła się gościnnie w piosence „The Otherside”, nagranej we współpracy z innymi uczestniczkami Konkursu Piosenki Eurowizji – Stephanie Topalian i Tamar Kaprelian (reprezentującymi Armenię), Elhaidą Dani (Albanię) i Eliną Born (Estonię).

### Życie prywatne
W latach 2006–2011 była zamężna z dziennikarzem sportowym Grigorisem Jeorjiu. Z byłym mężem ma trójkę dzieci.

## Dyskografia

### Albumy studyjne
- Dio angeli sti ji (2015)